# Maurício Loureiro Gama
Maurício Loureiro Gama (Tatuí, 18 de agosto de 1912 — São Paulo, 2 de agosto de 2004) foi um jornalista brasileiro. Foi o primeiro apresentador de telejornal do Brasil.

## Biografia
Filho do farmacêutico mineiro Teophilo de Andrade Gama e da professora paulista Anésia Loureiro Gama, Maurício ficou órfão do pai aos três anos de idade. Mudou-se então com a mãe para a casa do avô materno, em Tatuí.
Iniciou a carreira de jornalista aos 17 anos, escrevendo matérias para o jornal O Progresso de Tatuí. Em seguida, trabalhou no Jornal Integração, da mesma cidade. Percebendo seu potencial, Anésia mudou-se com seu filho para São Paulo, onde Maurício formou-se no Liceu Franco-Brasileiro. Seu primeiro emprego, aos 21 anos, foi nos Diários Associados, fundado por Assis Chateaubriand, onde atuou durante 35 anos como jornalista político. Foi também diretor do Diário da Noite e cronista do Diário de São Paulo, além de trabalhar para o Correio Paulistano, A Gazeta e Clarín da Argentina, em sua carreira.
Na televisão, foi convidado por Cassiano Gabus Mendes para inaugurar o telejornalismo da TV Tupi, onde, no dia 19 de setembro de 1950, apresentou o primeiro telejornal da televisão brasileira, o Imagens do Dia.
Em 1951, criou o Edição Extra, primeiro telejornal vespertino Na década de 1970,participou do Titulares da Notícia na Rede Bandeirantes.Além de ter criado o Pinga-Fogo ao lado de José Carlos de Morais, o Tico-Tico.
Também foi comentarista do Record em Notícias entre 1979 a 1985.